# كفة
الكُفّة (الجمع: كُفَف أو كُفّات) هي طبقة من القماش عند الحافة السفلية من كم اللباس (قميص أو معطف أو سترة ...إلخ) عند الرسغ، أو عند طرف الكاحل من ساق البنطال. وظيفة الكفف المقلوبة إلى الوراء هي حماية قماش الثوب من الاهتراء، وعند الاهتراء، تسمح بإصلاح الأساور أو استبدالها بسهولة، دون تغيير الثوب. تُصنع الكفف عن طريق طَيّ القماش، أو يمكن حياكة شريط منفصل من القماش، أو ارتداؤها بشكل منفصل، أو تثبيتها عن طريق الأزرار. قد تعرض الكفة حدوداً مزخرفة أو تحتوي على تخريم أو بعض الزينة الأخرى.

## التاريخ
بين القرنين الخامس عشر والثامن عشر، غالباً ما كان الرجال الأغنياء يرتدون كفف الأكمام المزينة بالتخريم الناعم.

## كفف البنطال

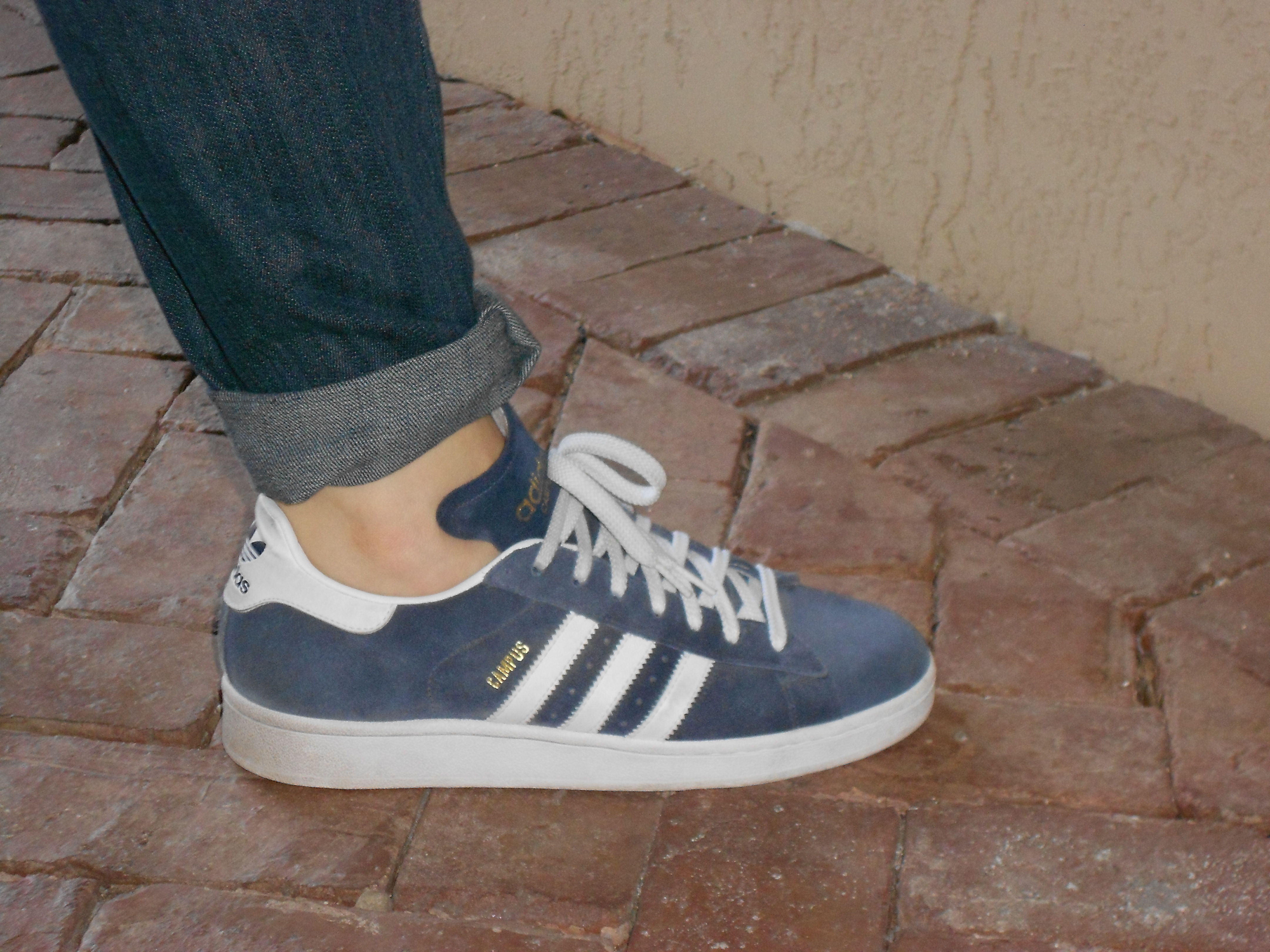
كفة بنطال جنز.

## كفف السترة
العُرَى والأزرار في نهاية أكمام سترة البذلة مزخرفة بشكل عام وغير وظيفية. يمكن فتح «كفف الجَرّاح» من المعصم، وترتبط تقليدياً بالخياطة المفصلة (حسب الطلب).

## صور

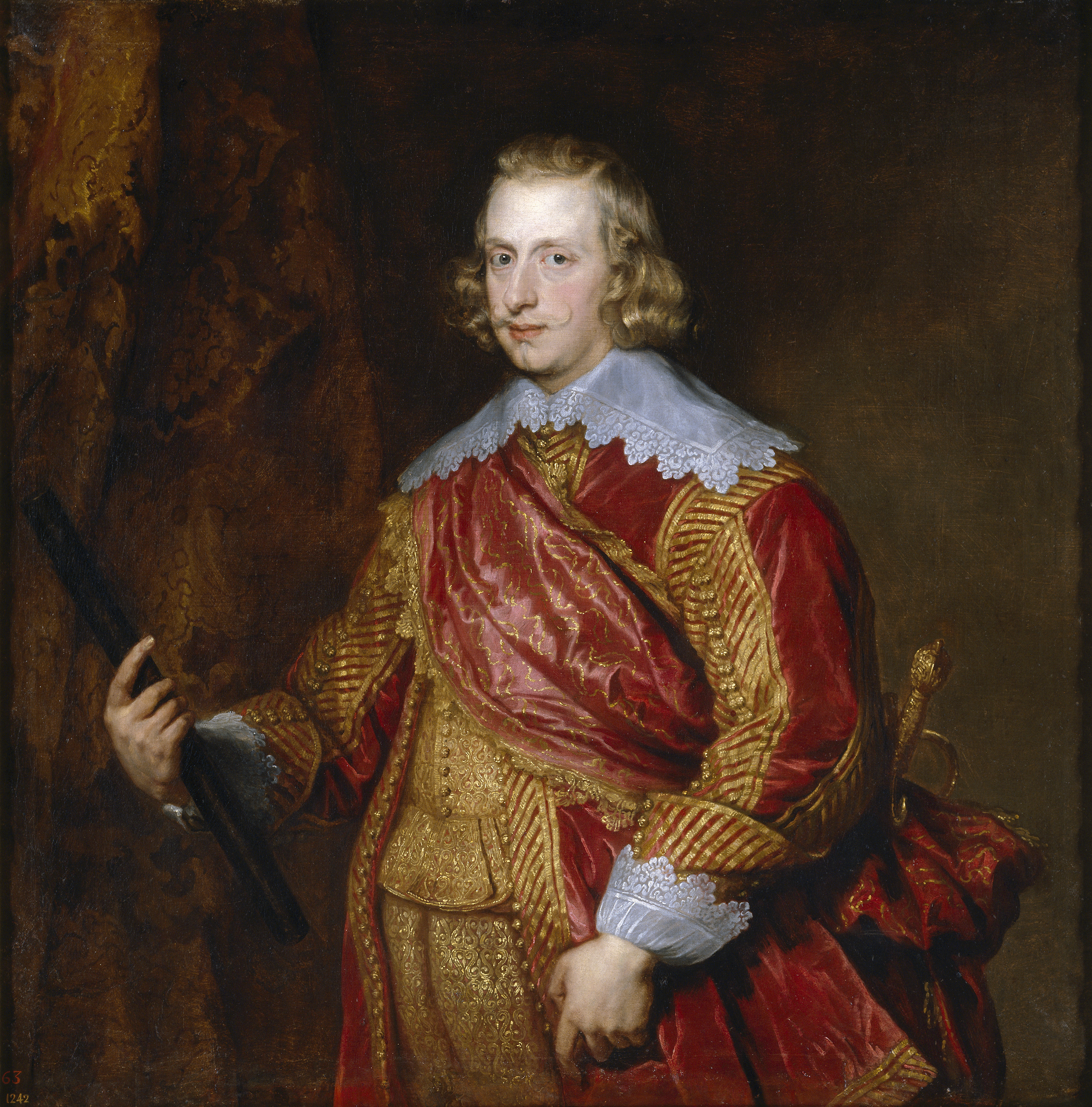
كفة من القرن السابع عشر.
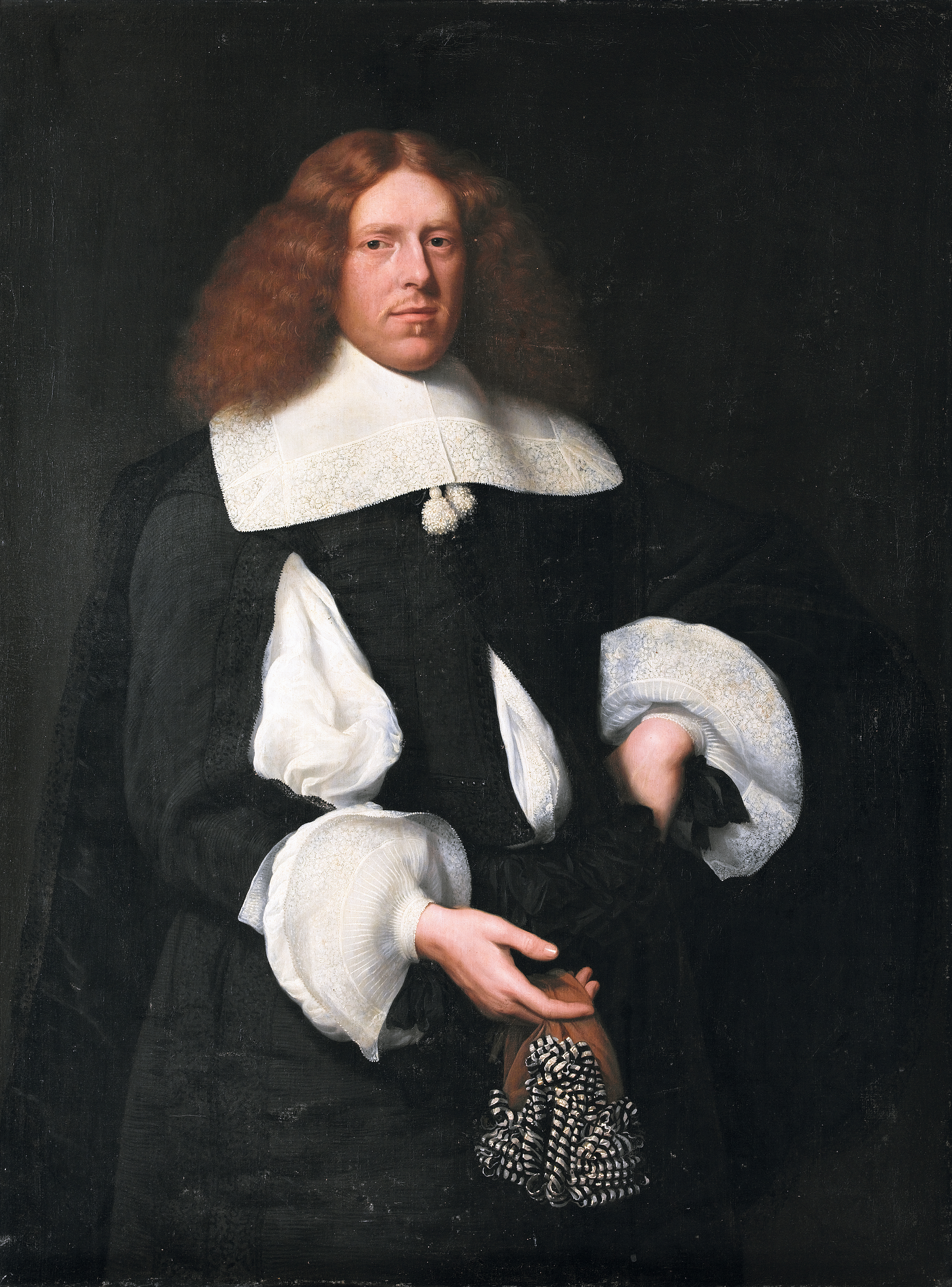
كانت الكفف موقعاً للزخرفة المرئية في ملابس الرجال.